# Hada cana
Hada cana là một loài bướm đêm trong họ Noctuidae.